# Notse
Notse – miasto w Togo (region Plateaux). Według danych szacunkowych na rok 2020 liczy 22 017 mieszkańców.